# Nau Blanca
La Nau Blanca (en francès Blanche-Nef, en anglès White Ship) era un vaixell normand que es va enfonsar al Canal de la Mànega prop de la costa de Barfleur, el 25 de novembre de 1120.
En l'enfonsament va morir gran part de la cort del rei Enric I d'Anglaterra, incloent-hi rei el seu únic fill legítim William Adelin. Guillem de Malmesbury va escriure: "Aquí també van morir amb William, Richard, un altre dels fills del rei, a qui una dona sense rang li havia donat, abans de la seva adhesió, un jove valent i estimat pel seu pare de la seva obediència, Ricard d'Avranches, segon comte de Chester, i el seu germà Otheur, Geoffrey Ridel, Walter d'Everci, Geoffrey, arxidíac de Hereford, la comtessa de Chester, la neboda del rei Llúcia Mahaut de Blois, i molts altres ... Cap vaixell havia portat tanta misèria a Anglaterra." Només va sobreviure una persona.
Les causes de l'accident continuen essent desconegudes. Les fonts contemporànies indiquen que els sacerdots se'ls va prohibir, per raons no especificades, beneir el vaixell abans de la sortida, encara que les condicions meteorològiques i els corrents al Canal de la Mànega durant l'hivern, en serien la causa més probable.
Esteve de Blois va sobreviure a la catàstrofe, ja que va decidir cedir el viatge al seu fill poc abans de la sortida. Amb la mort de William Adelin, Esteve es va convertir en el principal aspirant a la Corona d'Anglaterra, que finalment va heretar el 1135.

## Naufragi
El Blanche-Nef és un vaixell nou de propietat de Thomas Fitz Estienne (fitz = fill), el pare de Thomas, Estienne Airard, havia estat capità de vaixell de Guillem el Conqueridor, quan va envair Anglaterra el 1066. Es va oferir a Henry I d'Anglaterra que el fa servir per tornar a Anglaterra des de Barfleur. Henry ja havia fet els preparatius de viatge, però va suggerir que el seu fill William Adelin viatjàs al seu lloc.
Però quan va sortir a la foscor, el seu costat de babord va xocar contra una roca submergida (aquesta pedra encara pot ser vist des dels penya-segats de Barfleur), i el vaixell es va enfonsar ràpidament. L'únic supervivent conegut era un carnisser de Rouen que va ser recollit per pescadors l'endemà al matí.
En el relat de la catàstrofe, el cronista Orderic Vitalis va afirmar que quan Thomas Fitz Estienne va sortir a la superfície després de l'enfonsament i va saber que William Adelin no havia sobreviscut, es va deixar ofegar en lloc d'enfrontar-se al rei. L'exactitud d'aquest relat és dubtosa, ja que descriu la lluna plena, però les taules del cel de la NASA, que inclouen ajustaments basats en el Calendari Gregorià al Calendari Julià en ús durant el segle xii, mostren que la lluna era realment nova aquella la nit.
La causa del naufragi segueix sent incerta. Diverses històries que envolten la seva pèrdua a causa d'una borratxera de la tripulació i els passatgers (se suggereix també que el capità es va atrevir a intentar avançar la nau del rei que era davant d'ells), i esmenta que els sacerdots no se'ls va permetre beneir el vaixell a la manera acostumada. No obstant això, el Canal de la Mànega és un tram molt perillós.
William de Nangis va escriure que el White Ship es va enfonsar perquè tots els homes de bord eren sodomites, cosa que reflecteix la creença medieval que el pecat causa la pesta i el desastre.

## Repercussions
Vegeu: Anarquia d'Anglaterra
Esteve de Blois, nebot del rei Enric per la seva germana Adela, hauria desembarcat poc abans que el vaixell hagués salpat. Orderic Vital ho atribueix a un sobtat atac de diarrea. Com a conseqüència directa de la mort de William, Esteve, més tard, va usurpar el tron anglès, resultant en el període conegut com l'Anarquia d'Anglaterra. Els barons anglesos es resistien a acceptar Matilde com a reina regent i animaren Esteve a usurpar el tron. Fins i tot durant el segle xvi, hi hagué diversos matrimonis d'Enric VIII d'Anglaterra en la recerca d'un hereu de sexe masculí.
Robert Lacey, ha assenyalat que el White Boat va ser el Titànic de l'Edat Mitjana, la tan esbombada alta tecnologia del vaixell en el seu viatge inaugural, va naufragar davant d'un obstacle natural previsible en l'exercici temerari de velocitat".

## Poesia
- Dante Gabriel Rossetti, "The White Ship: a ballad"; publicat per primera vegada el 1881 en el recull "Ballads and Sonnets".
- Geoffrey Hill, "The White Ship". En el seu primer llibre, "For the Unfallen", 1959.

## Imatges
- "Wreck of the White Ship", una il·lustaració de l'impressor Joseph Kronheim (1810–1896)